# Liste von Verschwörungstheorien aus der Türkei
Verschwörungstheorien in der Türkei und insbesondere solche antisemitischen Inhalts sind zu einem üblichen Phänomen geworden. Diejenigen, die sie äußern, werden nicht marginalisiert, sondern sind geachtete Personen. Verschwörungstheorien finden sich bis in höchste Regierungsämter. Oft werden Verschwörungstheorien als Sèvres-Syndrom erklärt oder bezeichnet. Dahinter steht die Vorstellung, dunkle Mächte würden die Integrität der Türkei gefährden oder zerstören wollen. Als dunkle Mächte werden Juden – und mit ihnen das jüdische Kapital, die Dönme, die Zionisten, der Mossad usw. – und ferner die USA, die Armenier, Freimaurer oder der Westen genannt. Andere verweisen nebulös auf dış mihraklar bzw. güç odakları (ausländische Kreise oder Kräfte). Staatspräsident Recep Tayyip Erdoğan nennt die Kräfte, die der Türkei angeblich zusetzen, üst akıl (übergeordnete Intelligenz), eine türkische Chiffre für die jüdische Weltverschwörung.
Im Türkischen werden Verschwörungen als komplo („Komplott“), senaryo („Szenario“), mizansen („mis en scène“) oder oyun („[abgekartetes] Spiel“) bezeichnet.
| Verschwörungstheorie | Nachweise oder Vertreter | Erläuterung |
| --- | --- | --- |
| Die Regierung Menderes tötete protestierende Studenten, lagerte ihre Leichen in Depots der staatlichen Generaldirektion für Fleisch und Fisch und verarbeitete sie dann zu Hackfleisch. | Hakkı Devrim: Işıl Alatlı kıyma makineleri ayıbının kaynağını söylüyor, Radikal, 3. Dezember 2002 | Die Nachricht wurde nach dem Militärputsch in der Türkei 1960 verbreitet. |
| Die bewaffneten Auseinandersetzungen zwischen Links und Rechts in den 1970er wurden durch den Zionismus gesteuert. | Antikommunistische Kreise | Zur Begründung wurde angeführt, Protagonisten der Linken Bewegung wie Şefik Hüsnü Değmer oder Nâzım Hikmet seien Dönme oder Jude. |
| Der Europäische Binnenmarkt ist ein Winkelzug der Zionisten. | Necmettin Erbakan vertrat diese Theorie. | Nach dieser Verschwörungstheorie ist die EU ein dreistöckiges Haus. Ganz oben sitzen die Juden und das jüdische Kapital, im mittleren Stock die Europäer und ganz unten die ausgebeutete Türkei. |
| Der Mossad steckt hinter dem Massaker in September 1986 in der Neve-Schalom-Synagoge in Istanbul | Ahmet Varol und Harun Yahya vertraten diese Theorie. | Die Verschwörungslogik lautete: Der Mossad wollte die Palästinenser anschwärzen und den Juden in Istanbul so viel Furcht einflößen, dass sie nach Israel auswandern. |
| Ein vom Tourismusministerium 1988 geplantes Feriendorf war ein Schritt zu dem Projekt „Großarmenien“. | Der Journalist Fikri Türkel von der Zaman vertrat diese Theorie. | |
| Der 8. Staatspräsident Turgut Özal wurde durch eine Vergiftung ermordet. | Die Witwe Özals, Semra Özal, stellte diese Behauptung 1993 auf. | Diese Verschwörungstheorie gehört zu den Klassikern. 2012 wurde Özal auf Anweisung der Staatsanwaltschaft exhumiert. |
| Der Flugunfall, bei dem 1993 der Oberbefehlshaber der Jandarma starb, war Sabotage. | Ertuğrul Özkök, der die Verschwörungstheorie kritisierte, stellte sieben verschiedene Varianten fest. | Laut Ermittlung der Militärstaatsanwaltschaft war es eine Kombination aus Pilotenfehler und Vereisung. |
| Das Verschwinden des US-amerikanischen Offiziers Michael Roland im Januar 1995 in Bolu war ein abgekartetes Spiel. Die amerikanische Sanitätstruppe der Incirlik Air Base wollte nur die Einsatzfähigkeit der türkischen Gebirgsjäger in Bolu (Dağ ve Komando Tugayı) testen. | Verbreitet wurde die Verschwörungstheorie von den Zeitungen Millî Gazete, Zaman und Beklenen Vakit. | |
| Der Mordanschlag auf den Vorsteher der jüdischen Gemeinde Ankara Prof. Dr. Yuda Yürüm war eine Aktion des Mossad. | Die Akit-Journalisten Hasan Karakaya und Faruk Köse und der Journalist Fehmi Koru (unter seinem Pseudonym Taha Kıvanç) verbreiteten diese Verschwörungstheorie. | |
| Der Geheime Weltstaat (Gizli Dünya Devleti) beherrscht die Welt. | Verbreitet wurde diese antisemitische Verschwörungstheorie 1996 durch Necmettin Erbakan und die Millî Gazete. | Die Millî Gazete ließ ein Buch mit dem Titel Gizli Dünya Devleti drucken und an ihre Leser verteilen. Es war teilweise eine Übersetzung und Bearbeitung von Gary Allens None Dare Call It Conspiracy (deutsch Die Insider). Erstellt wurde es durch die Stiftung des Antisemiten Adnan Oktar. Die heimlichen Weltherrscher sind in dem Buch die Juden. Das Buch schreibt, bestimmte Juden würden Menschenblut trinken und hätten dafür zahllose Menschen ermordet und Hitler sei von den Zionisten unterstützt worden. |
| Bei einem Besuch von Ministerpräsident Erbakan beim libyschen Staatschef al-Qaddhafi 1996 kam es zu einem Eklat, weil al-Qaddhafi bei der gemeinsamen Pressekonferenz Erbakan scharf tadelte. Dahinter steckte Ergenekon. | 13 Jahre nach dem Besuch verbreitete Ergün Diler von der Yeni Şafak diese Verschwörungstheorie. | Bei der Verschwörungstheorie spielen ein namentlich nicht genannter Treuhänder einer Istanbuler Privatuniversität, der örtliche CIA-Agent auf Malta namens „Rhodes“, Mehmet Özbay, der die Identität des angeblich beim Susurluk-Skandal gestorbenen Abdullah Çatlı übernommen habe, und Veli Küçük eine Rolle. Man habe Qaddafi ein gefälschtes Dossier zugespielt, dass Tansu Çiller einen Anschlag auf Gaddafi geplant haben soll. |
| Griechenland will einen „Pontus-Staat“ in der Schwarzmeerregion gründen. | Verbreitet wurde diese Theorie durch die Millî Gazete und die Radikal. | 1997 mussten Delegierte eines Umweltsymposiums unter der Schirmherrschaft von Patriarch Bartholomäus I. und Jacques Santer einen Zwischenstopp mit der Venizelos im Hafen von Trabzon annullieren, da entsprechende Presseberichte die Sicherheit der Teilnehmer gefährdeten. 2002 kam ferner ein gewisser Fethi Gültepe in Untersuchungshaft, da er 1998 nach Griechenland gereist sei, um Griechisch zu lernen und dann anschließend die „Staatsgründung“ voranzutreiben. Im Prozess wurde er freigesprochen. |
| Der Unfalltod von Prinzessin Diana war ein Mordkomplott vom Mossad und dem britischen Nachrichtendienst. | Verbreitet wurde diese Theorie von Abdurrahman Dilipak, Chefredakteur der Akit, Fehmi Koru in der Zaman, Ahmet Ersöz in der Millî Gazete und zahlreichen weiteren Autoren. | Die Verschwörungstheoretiker schrieben, Diana sei von ihrem ägyptischen Lebensgefährten schwanger gewesen und das englische Königshaus wolle keine muslimischen Halbgeschwister für den Kronprinzen. Außerdem habe Diana zum Islam konvertieren wollen. Der Secret Intelligence Service und der Mossad hätten deswegen den Tod als Unfall arrangiert. |
| Der versuchte Anschlag auf Jak Kamhi, den ehemaligen Vorsitzenden der Stiftung 500. Yıl Vakfı, im Jahr 1993 war das Werk des Mossad. | Mehmet Eymür, ehemaliger Leiter der Abteilung für Terrorabwehr des MIT, Fehmi Koru, Mustafa Özcan (Zaman) und Kamuran Akkuş (Akit) verbreiteten diese Verschwörungstheorie. | Die Attentäter wurden gefasst und verurteilt. Sie gehörten einer Terrororganisation namens İslami Hareket Süreci an. In den Medien kursierte ein gefälschtes MIT-Dokument. |
| Die Lewinsky-Affäre war ein abgekartetes Spiel des Mossad. | Unter anderen verbreiteten Abdullah Öcalan, Ali Kırca, Şükrü Kanber, Fehmi Koru, Abdurrahman Dilipak, Hasan Karakaya und Fikret Bila Varianten dieser Verschwörungstheorie. | Nach Ansicht Öcalans hätten „die Juden“ die beiden jüdischen Agentinnen Hillary Clinton und Monica Lewinsky im Weißen Haus platziert, um Clinton zu zwingen, ihn, Öcalan, zu ergreifen. |
| Der Bombenanschlag, dem Ahmet Taner Kışlalı zum Opfer fiel, war das Werk des Tiefen Staates. | | Sedat Ergin fasste in der Milliyet die Varianten kritisch zusammen: Zum einen wollten bestimmte Gruppen im Staat die Beitrittsverhandlungen und die Demokratisierung torpedieren lassen. Andere suchten die Drahtzieher bei den nahöstlichen Nachrichtendiensten. Die letzten wollten nach der Hausdurchsuchung bei Merve Kavakçı die Stimmung gegen die Islamisten kippen lassen und deswegen den bekannten Anhänger des Laizismus töten und Islamisten die Schuld zuschieben. |
| Das Erdbeben von Gölcük 1999 war das Werk der USA oder Israels. | Hauptvertreter, der „wissenschaftliche“ Version verbreitete, war Behiç Gürcihan, der stellvertretende Leiter einer Forschungseinrichtung in Ankara namens SESAR, der zum Jahrestag des Erdbebens 2004 eine „Studie“ veröffentlichte. | Die USA hätten mit der Technologie aus HAARP heimlich hochfrequente elektromagnetische Wellen eingesetzt und so das Erdbeben verursacht. Nach einer weiteren Variante war es die israelische Marine mit ähnlicher Technologie. |
| Das Südostanatolien-Projekt wird zum zweiten Palästina und die Region gerät in israelische Hand. | Rahşan Ecevit vertrat diese Ansicht und zudem behauptete sie, türkische Juden würden dies mit Landkäufen in der Region und Zentralanatolien flankieren. Die Türkei sei besetzt. Abdullah Öcalan und der stellvertretende Vorsitzende der Büyük Birlik Partisi Atilla Şimşek hängen der Verschwörungstheorie ebenfalls an. | Eine Variante besagt, dass hochschwangere Jüdinnen aus Israel im italienischen Krankenhaus von Şanlıurfa 2000 jüdische Kinder geboren hätten und sie dort hätten registrieren lassen. Als Erwachsene würden sie wiederkehren und dort Land kaufen, um sich anzusiedeln. |
| Die Neue Weltordnung ist eine zionistische Weltordnung. | Die Journalisten Fuat Bol (Türkiye) und Yaşar Kaplan (Akit) gehörten zu den Verbreitern dieser Verschwörungstheorie. | Die Zeitung Akit bezeichnete beispielsweise Israel als Eiterbeule. Die Zionisten hätten den Kapitalismus und das Zinssystem erfunden und diese Gründungsmitglieder der Neuen Weltordnung würden mit der zionistischen Weltordnung astronomische Summen verdienen. |
| Das städtebauliche Projekt in den Istanbuler Stadtteilen Fener und Balat (Fener Balat Semtlerinin Rehabilitasyon Projesi), das nach der HABITAT II 1997 initiiert wurde, dient dem Ziel, eine Art Vatikan in Istanbul zu etablieren. | | Der CHP-Abgeordnete Mesut Değer sah sich veranlasst, eine parlamentarische Anfrage zu stellen, ob der Vatikan Vorbild für dieses Projekt sei. |
| Abdullah Öcalan ist armenischer Abstammung. | Die damalige Innenministerin Meral Akşener bezeichnete Öcalan als „armenische Leibesfrucht“. Der islamistische Autor Kadir Mısıroğlu äußerte sich in ähnlicher Weise. | Im Internet kursieren angebliche Beweise, dass Öcalan in Wirklichkeit Artin Agopyan heiße. Außerdem zeigen oft gehörte Behauptungen aus nationalistischen Kreisen, dass sich herausgestellt haben solle, dass getötete PKK-Kämpfer unbeschnitten seien, dass die PKK von Armeniern oder Krypto-Armeniern beherrscht werde. Auch Kemal Kılıçdaroğlu oder Abdullah Gül sahen sich oft Behauptungen ausgesetzt, sie seien Armenier. |
| Die Koç Holding wurde mit dem Gold gegründet, das Oberrabbiner Chaim Nahum gestohlen hat. | Die Verschwörungstheorie ist in islamischen Kreisen anzutreffen. | Die Verschwörungstheorie lautet: Vehbi Koç und Bernar Nahum seien Söhne von Chaim Nahum. Letzterer habe Geld der Ittihadisten gestohlen, in die Schweiz verbracht und es seinen Söhnen später vermacht. Damit sei die Holding gegründet worden. Murat Bardakçı kritisierte diese Verschwörungstheorie mit scharfen Worten. |
| Rahmi Koç, der Leiter der Koç Holding, ist heimlich Christ geworden. | Fehmi Koru verbreitete dieses Gerücht in der Zaman. | Die Verschwörungstheorie besagt, dass Rahmi Koç bei einer Osterprozession 1995 die Hand von Patriarch Bartholomäus I. geküsst habe. Islamische Kreise riefen deswegen zum Boykott von Waren der Koç Holding auf. |
| Papst Johannes Paul II. ernannte Fethullah Gülen zum geheimen Kardinal. | | Aytunç Altundal lieferte in der Cumhuriyet den Ausgangspunkt dieser Verschwörungstheorie. Er schrieb, der Papst habe einen Geistlichen in China und einen muslimischen Führer, König oder Geistlichen zu geheimen Kardinälen erhoben. |
| Der Völkermord an den Juden ist eine Lüge. Es gab eine geheime Zusammenarbeit zwischen Zionisten und Nazis. | Diese Holocaustleugnung als Verschwörungstheorie verbreitete Adnan Oktar alias Harun Yahya in verschiedenen Büchern. | Holocaustleugnung gibt es weiterhin in der türkischen Presse. Beispielsweise Mustafa Özcan, der für das Ressort Außenpolitik der Tageszeitung Vahdet zuständig ist, leugnete den Völkermord 2016. |
| Die Tempelritter beherrschen die Türkei. | Der ehemalige Innenminister Sadettin Tantan war Urheber der Verschwörungstheorie bei einer Rede auf einer Konferenz der Boğaziçi Üniversitesi über Unterschlagung. | Dutzende Artikel in der islamischen Presse übernahmen diese Verschwörungstheorie 2001, darunter Mehmet Şevket Eygi. |
| Es war der Mossad, der den Polizeichef von Diyarbakır Ali Gaffar Okkan ermorden ließ. | Insbesondere die Akit verbreitete diese Verschwörungstheorie. | Ertuğrul Özkök zählte fünf Varianten mit fünf unterschiedlichen Tätern, u. a. der JİTEM und der kurdischen Hizbullah. |
| Der türkisch-jüdische Geschäftsmann Üzeyir Garih wurde vom Mossad ermordet. | Abdurrahman Dilipak, Hasan Karakaya, Mehmet Şevket Eygi, Serdar Arseven und weitere Journalisten verbreiteten Varianten dieser Verschwörungstheorie. Laut Oral Çalışlar von der Radikal war es aber Ergenekon, deren Existenz sich später als Schimäre herausstellen sollte. | Als Gründe für die Täterschaft des Mossad wurde angeführt, Garih sei heimlich Muslim geworden, er sei zu gemäßigt im Vergleich zu anderen Zionisten, er habe sich geweigert, die Steuer an Israel abzuführen, die alle jüdischen Geschäftsleute auf der Welt zahlen müssten usw. Dies habe der Mossad nicht dulden wollen. |
| Christliche Zionisten und Juden bereiten das Ende der Welt vor. Der evangelikale George W. Bush hat den Dschihad ausgerufen. | In Buchform wurde diese Verschwörungstheorie verbreitet von Nuh Gönültaş, İsmail Vural, Mustafa Karaca, Kemal Akmeral, Birol Ertan, Ramazan Kurtoğlu und İlhan Akkurt. Die Dichterin Lale Müldür war ebenfalls eine Verfechter in dieser Theorie. | Gemeinsamer Ursprung dieser Theorie war das Buch Forcing God's Hand der Journalistin Grace Halsell, das in türkischer Übersetzung 2002 mit dem Titel Tanrı'yı Kıyamete Zorlamak erschien. Demnach bilden Evangelikale („Christliche Zionisten“) und Juden eine Allianz für Israel, weil sie dessen Gründung für eine Vorbedingung für die Ankunft ihres jeweiligen Messias halten, und arbeiten auf die Zerstörung der Welt hin, um Gott zu bewegen, den Jüngsten Tag einzuläuten. Bei der Wahl von George W. Bush zum Präsidenten erhielt diese Verschwörungstheorie Auftrieb. |
| Die Erkrankung Bülent Ecevits war eine Verschwörung der Universitätsklinik Ankara. | Taha Kıvanç und Serdar Arseven verbreiteten diese Gerüchte. Laut Arseven steckten die Juden dahinter, da Ecevit die Politik Israels als Staatsterror bezeichnet habe. | Der Nachrichtensprecher Ali Kırca sprach Ecevit später in dessen Amtssitz auf die Gerüchte an, der berichtete, die zahllosen Pressegerüchte zum Anlass genommen zu haben, die letzte Kontrolluntersuchung zu versäumen, weil er das medizinische Personal vor weiterem Ungemach habe bewahren wollen. |
| Die Yeni Türkiye Partisi, die İsmail Cem und Hüsamettin Özkan gründeten, war ein von den USA eingefädeltes Komplott, um die Demokratik Sol Parti zu spalten. | Die Kolumnisten Hıncal Uluç und Yaman Törüner verbreiteten diese Verschwörungstheorie. | Mehmet Ali Birand, Emre Kongar und Fatih Altaylı thematisierten die Verschwörungstheorie. |
| Masud Barzani Ist jüdischer Herkunft und die Autonome Region Kurdistan nur eine Dependance Israels. | Sefa Gül (Hürriyet) und Soner Yalçın unter dem Pseudonym Uğur İpek verbreitete diese Verschwörungstheorie. | Anlass dieser Verschwörungstheorie, die nur in der Türkei existiert, war Ahme Uçar, der 2003 in der Zeitschrift Tarih ve Toplum schrieb, ein kurdischer [sic] Oberrabbiner namens Sallum Barzani sei von den Osmanen zunächst nach Thessaloniki und später nach Jerusalem exiliert worden, und damit andeutete, der Barzani-Clan sei jüdischer Herkunft. |
| Die Ergreifung Saddam Husseins im Jahr 2003 war nur Staffage. | Der Journalist der Vakit Hasan Karaya setzte diese Verschwörungstheorie in die Welt. | Karakaya nahm den Umstand, dass der Film Red Dawn denselben Namen trug wie die US-Mission Operation Red Dawn, zum Anlass für die Schlussfolgerung, es sei alles nur ein Hollywood-Drehbuch. |
| Die Terroranschläge gegen die Synagogen in Istanbul 2003 waren das Werk des Mossad. | Die Kolumnisten Hüsnü Mahalli (Yeni Şafak), Hadi Uluengin (Hürriyet) und Şakir Şahin verbreiteten diese Verschwörungstheorie. Doğu Perinçek vertrat die Variante, die PKK und der Mossad hätten das gemeinsam durchgezogen. | Die Argumentation folgte dem Muster, die Einwanderung von Juden nach Israel habe stark nachgelassen, deswegen habe man den Juden Angst einjagen wollen, um sie zur Auswanderung nach Israel zu bewegen. |
| Der Unfall der Raumfähre Columbia war Teil eines Plans Gottes. | Mustafa Özcan verbreitete diese Theorie in seiner Kolumne der Yeni Asya am 4. und 5. Februar 2003. | Der Tod des israelischen Astronauten Ilan Ramon über einem palästinensischen Dorf sei ein Hinweis darauf, dass der Boden Palästinas das Ende des israelischen Staates bedeuten werde. |
| Als Ministerpräsident Erdoğan 2003 vom Pferd fiel, waren es die Israelis, die das Bewusstsein des Pferdes mit Infrarotstrahlen beeinflusst hatten. | Vier Jahre nach dem Vorfall verbreitete der Ankara-Verantwortliche der Vakit, Serdar Arseven, diese Verschwörungstheorie. | Israel sei beunruhigt wegen Erdoğans Äußerungen zu den D-8-Staaten gewesen. Israel lenke ohnehin die Weltfinanzen und beeinflusse die Weltmedien. Außerdem befehle der Talmud den Juden derlei Grausamkeiten. Antisemitismus wies Arseven im Gespräch mit Ersin Tokgöz von sich. Israel sei nun einmal eine Bedrohung für die Menschheit. |
| Die USA werden am 17. Februar 2003 die Türkei mit in einen Krieg ziehen. | Die Ankara-Vertreterin der Akşam, Nuray Başaran, schuf diese Verschwörungstheorie. | Başaran schrieb dazu zwei Artikel am 17. und 18. Februar 2003. Einer davon trug sinngemäß die Überschrift „Der Jude hetzt zum Krieg!“ |
| US-Botschafter Eric Edelman will die Türkei zerschlagen. | Die Millî Gazete, Abdurrahman Dilipak (Vakit), Can Dündar (Milliyet), Deniz Som Cumhuriyet und Umur Talu (Sabah) verbreiteten Varianten dieser Theorie. | Als Edelman 2003 zum US-Botschafter berufen wurde, war der Umstand, dass er Jude ist, Anlass für zahlreiche Komplottszenarien und Anti-Edelman-Kolumnen der nationalistischen und islamischen Presse. Der Südosten solle dem kurdischen Staat hinzugefügt oder im Osten solle ein Armenien errichtet werden. |
| Die Niederlage der CHP bei den Kommunalwahlen in der Türkei 2004 war das Resultat eines Komplotts der USA. | Deniz Baykal erklärte so seine Wahlniederlage. | Eine „Abteilung“ des Pentagons namens Office of Special Programs habe ein gefälschtes Dokument über Geldtransfers auf ein Schweizer Konto der Tochter Baykals im Zusammenhang mit der Kandidatenaufstellung in Umlauf gebracht. Damit hätten die USA sich für das Nein der CHP gegen die Stationierung von US-Soldaten beim Irakkrieg rächen wollen. Baykal äußerte gegenüber Delegierten seiner Partei, dass er nicht eines natürlichen Todes sterben werde. Amerikanische Quellen äußerten daraufhin, Baykal verliere den Verstand oder habe ihn bereits verloren. Es sei schwer vorstellbar, dass Baykal auf demselben Planeten lebe. |
| Das Projekt des Greater Middle East ist ein Projekt des Eretz Israel. | Islamistische und nationalistische Autoren verbreiteten diese Verschwörungstheorie. | Cengiz Çandar bezeichnete in der Tercüman diese Verschwörungstheorie als antisemitisches Palaver. Im Türkischen werden das „Projekt Greater Middle East“ als BOP (Büyük Ortadoğu Projesi) und das „Projekt Großisrael“ als BIP (Büyük İsrail Projesi) bezeichnet. |
| Das Video mit der Köpfung von Nicholas Berg im Jahr 2004 war gestellt. | Der Verschwörungstheoretiker Serdar Kuru war der erste, der diese Theorie vertrat. Ihm folgten Hasan Karakaya und Adem Demir von der Vakit, Abdurrahman Dilipak, Mustafa Özcan und Fehmi Koru. | Die Verschwörungstheoretiker waren der Ansicht, die USA bräuchten eine derartige Meldung, um Meldungen über Folter und Missbrauch durch US-Soldaten in den Hintergrund zu drängen. Außerdem habe man damit Muslime als Barbaren darstellen können. |
| Der Anschlag in einem Bus der İETT am 24. Juni 2004 in Istanbul war entweder eine Provokation oder das Werk Israels. | Hasan Karakaya und Abdullah Birisi vertraten jeweils eine Variante dieser Verschwörungstheorie in der Vakit. | Tatsächlich war dieser Anschlag eine vorzeitige Explosion einer Bombe auf dem Schoß einer 25-jährigen Aktivistin der MLKP am Vorabend eines NATO-Gipfels in Istanbul. Vier Personen wurden getötet, darunter die Attentäterin. |
| Es waren die USA, die das Erdbeben im Indischen Ozean 2004 und die anschließenden verheerenden Tsunamis durch einen Atomversuch auslösten. Eine Variante besagt, dass die USA es zwar nicht verursacht, aber die Anzeichen doch registriert hätten. Dabei hätten sie die betroffenen Länder absichtlich nicht gewarnt, weil dort mehrheitlich Muslime lebten. | Hasan Karakaya verbreitete diese Verschwörungstheorie in der Vakit vom 6. und vom 14. Januar 2005. In der Millî Gazete war es Mustafa Yılmaz. | Die US-Botschaft in Ankara bezeichnete die Verschwörungstheorie am 4. Januar 2005 in einer Presseerklärung als „unvorstellbare Behauptungen“ und nannte explizit die Zeitungen Star Gazetesi, Yeni Şafak und Sabah als Urheber. |
| Eine Allianz aus USA, Juden und Evangelisten hat herausgefunden, dass 2012 der zu dem Zeitpunkt (2004) 36 Milliarden km entfernte Planet [sic] namens Marduk an der Erde vorbeifliegen und eine Katastrophe verursachen werde. Der Einmärsche in Afghanistan und in den Irak dienen dazu, die Welt am Vorabend dieses Ereignisses neu in ihrem Sinne zu ordnen. | Der Journalist Burak Eldem schrieb das Buch „2012: Marduk‘la Randevu“, in dem er diese Theorie aufstellte. Seine Kollegen Engin Ardıç (Sabah) und Serdar Turgut (Akşam) promoteten das Buch mit Artikelserien. Auch Ümit Aslanbay von der Star Gazetesi ließ sich nach eigenen Angaben durch das Buch überzeugen. | Der Planet Marduk ist identisch mit Nibiru und Ausgangspunkt esoterischer Theorien. In der Vorstellungswelt der hier aufgeführten Verschwörungstheoretiker ist Marduk ein Gasplanet. Er wurde benannt nach der Gottheit Marduk und soll alle 3661 Jahre der Umlaufbahn der Erde nahe kommen. |
| Beim Tod des Gründers der Sabancı Holding Sakıp Sabancı ging nicht alles mit rechten Dingen zu. | Die Journalisten Abdurrahman Dilipak (Akit) und Serdar Arseven (Dünden Bugüne Tercüman) verbreiteten diese Verschwörungstheorie. Arseven berief sich dabei auf Andeutungen des Rechtsprofessors Mustafa Erdoğan Sürat, der diese auf seiner Website für Naturheilmittel verbreitete. | |
| Der Verkehrsunfall im Februar 2006 in Rom, bei dem 12 Türken starben, war ein Anschlag. | Yılmaz Özdil (Sabah) und die Millî Gazete waren Urheber dieser Verschwörungstheorie. | Die Journalisten stellten einen Zusammenhang zu dem Mord an dem katholischen Priester Andrea Santore in Trabzon her, der 24 Stunden zuvor von einem 16-Jährigen erschossen worden war, und schlussfolgerten, es müsse sich um einen Racheakt handeln. |
| Der Anschlag von Alparslan Arslan auf den Staatsrat am 17. Mai 2006 war das Werk des Mossad. | Mehmet Şevket Eygi schrieb am 21. Mai 2006 in der Millî Gazete: „Die Sache ist nicht so einfach… Neben dem Pulverdampf aus der Pistole riecht man auch den Duft des Mossad.“ | In letzter Instanz erhielt der Attentäter lebenslange Haft mit erschwertem Vollzug und zusätzlich 72 Jahre Haft. |
| Die Freimaurer und/oder die Juden haben Kemal Atatürk vergiftet. | Unter anderen Asuman Çelik, Fatih Tezcan, Musa Göktürk, Hasan Ali İzzet, Ömer Altıntop, Ogün Deli und Mustafa Armağan verbreiteten Varianten dieser Verschwörungstheorie. | Die Freimaurervariante besagt, dass der Giftmord geschah, weil 1935 die Freimaurerloge verboten wurde. Die Variante mit Israel behauptet, dass Atatürk keine fremde Herrschaft auf heiligem Boden habe zulassen wollen und deshalb vergiftet worden sei. Die Yeni Şafak verbreitete 2015 die Behauptung, dass İsmet İnönü die Mordplanung übernommen habe. Es erschienen mehrere Bücher zu diesem Thema. Die Verschwörungstheorie beruht auf einem 1937 im The Bombay Chronicle erschienenen Artikel. |
| Die Verwestlichung und Säkularisierung in der Türkei wurde von den Juden und/oder den Freimaurern betrieben. | Islamistische Kreise, insbesondere die Revisionisten Necip Fazıl Kısakürek, Kadir Mısıroğlu, Mustafa Müftüoğlu, Mehmet Şevket Eygi, Abdurrahman Dilipak, Yavuz Bahadıroğlu und Mustafa Armağan. | Unter Islamisten herrscht die Überzeugung vor, dass die modernistischen und säkularistischen Bewegungen und Reformen im Osmanischen Reich und in der Türkischen Republik eine „jüdisch-freimaurerische“ Verschwörung waren. Aufgrund ihres Festhaltens an traditionalistischen Elementen und der Schaffung von Personenkulten für die osmanischen Sultane stellen Islamisten alles, was der islamischen Tradition widerspricht, als böse dar. Die konstitutionelle Bewegung zur Abschaffung der absoluten Monarchie, das Ende der traditionellen religiösen Institutionen und die Einführung eines säkularen Staates seien das Werk von Juden, Freimaurern oder Dönmes. Ihrer Verschwörungstheorie zufolge war beispielsweise Atatürk ein Dönme. |
| Kemal Atatürk war ein „Krypto-Jude“, ein „Dönme“, ein „britischer Agent“ ... usw. | Islamistische Kreise, insbesondere die Revisionisten Necip Fazıl Kısakürek, Kadir Mısıroğlu, Mustafa Müftüoğlu, Mehmet Şevket Eygi, Abdurrahman Dilipak, Yavuz Bahadıroğlu und Mustafa Armağan. | Verschiedene Verschwörungstheorien gegen Atatürk, den Gründer der türkischen Republik, wurden von islamistischen Kreisen aufgestellt, die seine säkularen Reformen nicht unterstützten. Kadir Mısıroğlu, bekannt für seinen Hass auf Atatürk, steht hinter vielen Verschwörungstheorien über Atatürk. Eine dieser Verschwörungstheorien besagt, dass die Griechen in Anatolien einmarschiert sind, nachdem Atatürk mit dem Vereinigten Königreich vereinbart hatte, das Kalifat zu stürzen. |
| „Der Vertrag von Lausanne war eine Niederlage.“ | Islamistische Kreise, insbesondere die Revisionisten Necip Fazıl Kısakürek, Kadir Mısıroğlu, Mustafa Müftüoğlu, Mehmet Şevket Eygi, Abdurrahman Dilipak, Yavuz Bahadıroğlu und Mustafa Armağan. | Der Vertrag von Lausanne hat in der Türkei zu einer Reihe islamistischer Verschwörungstheorien geführt, mit denen die türkische säkulare nationalistische Herrschaft der Nachkriegszeit diffamiert werden soll. So wurde beispielsweise behauptet, der Vertrag sei für ein Jahrhundert unterzeichnet worden und enthalte „geheime Artikel“ über den Abbau von Bodenschätzen durch die Türkei. Eine Verschwörungstheorie, die in den 2010er Jahren die Runde machte, besagte, dass der Vertrag im Jahr 2023 auslaufen würde und die Türkei dann Bor und Erdöl abbauen dürfe. |
| Die USA und Israel haben das Vogelgrippevirus geschaffen. | Die Journalisten der Millî Gazete Mustafa Yılmaz und Mustafa Kurdaş, Hasan Karakaya (Akit) Celal Toprak (Bugün), Reşat Nuri Erol und Afet Ilgaz (beide Millî Gazete) und der Autor Aytunç Altındal verbreiteten diese Verschwörungstheorie. Die AKP-Politiker Turhan Çömez, Eyüp Sanay und Ersönmez Yarbay und der Geographie-Professor Ramazan Öze glaubten an diese Verschwörung. Yarbay verlieh in einer Fraktionssitzung seiner Befürchtung Ausdruck, es könne eine gegen die Türkei gerichtete biologische Waffe sein. | Auslöser war der Alternativmediziner Joseph Mercola. Es wurden Ansichten vertreten, der US-Außenminister Donald Rumsfeld habe ein wirtschaftliches Interesse am Verkauf von Tamiflu oder die USA würden mit Hilfe des Virus versuchen, die Türkei zur Beteiligung an einer Militärintervention zu bewegen. Karakaya sah ausländische Firmen als Drahtzieher, die heimisches Federvieh durch ihre Rassen verdrängen wollten. |
| Israelis schleppten die achtbeinige Zecke nach Bolu ein. | Der örtliche Provinzvorsitzende der Saadet Partisi Abdullah Uzun, der damalige Vorsitzende der Saadet Partisi Recai Kutan und das Parteiorgan Millî Gazete verbreiteten diese Verschwörungstheorie. | Hintergrund waren Sportcamps für israelische Frauen namens „Queen of the Desert“, an denen 600 Frauen teilnahmen. Uzun stellte die Behauptung auf, die heimischen Zecken hätten nur sechs Beine und seien ungiftig [sic]. Die Millî Gazete warf die Frage auf, ob der Mossad dort Agentinnen ausbilde. Ayşe Özek Karasu merkte in ihrer Replik auf die Theorie an, dass Zecken immer acht Beine hätten. |
| Der Absturz des Atlasjet-Flugzeugs am 30. Dezember 2007 war ein Komplott. | Bei dem Unfall kamen fünf türkische Atomphysiker ums Leben, die zu einem Arbeitstreffen des türkischen Teilchenbeschleunigerprojektes der Süleyman Demirel Üniversitesi unterwegs waren. Dies führte in der türkischen Presse zu zahlreichen Verschwörungstheorien. Serkan Gölge (Zaman, die Zeitungen Millî Gazete, Anadolu'da Vakit und Serdar Turgut (Akşam)) verbreiteten Theorien, dass ausländische Kräfte ein wichtiges Technologieprojekt der Türkei zum Scheitern hätten bringen wollen und daher das Flugzeug hätten abstürzen lassen. | Befeuert wurde diese Verschwörungstheorie dadurch, dass die Physikerin Bilge Demiröz, die ebenfalls an dem Projekt arbeitete, ca. einen Monat später bei einem Unfall schwer verletzt wurde. Dies wurde als Anschlag umgedeutet. |
| Mit Hilfe von Rubbellosen wird der Gedanke, die Türkei zu teilen, im Unterbewusstsein verankert. | NGOs und Politiker vertraten diese Verschwörungstheorie. | Im Jahr 2007 gab die nationale Lotteriegesellschaft Millî Piyango zehn Millionen Rubbellose heraus. Gewinner waren die Spieler, die Gebiete Ostanatolien, Südostanatolien und die östliche Schwarzmeerregion freirubbelten. Das Finanzministerium ließ den Verkauf einstellen und die Lose einsammeln. Die Tageszeitung Radikal bezeichnete die Verschwörungstheorie als Paranoia. |
| Die 700 kg Sprengstoff, die am 11. September 2007 in Ankara sichergestellt wurden, gehörten dem Mossad oder der Gülen-Gemeinde. | Der ehemalige Leiter des Dezernats für Nachrichtendienstliche Ermittlungen der türkischen Polizei, Sabri Uzun, schrieb in seinem Buch über Verschwörungen Baykal Kaseti, Dink Cinayeti ve Diğer Komplolar, Drahtzieher seien Polizisten der Gülen-Gemeinde. Der Generalsekretär der Stiftung Türk Dünyası Vakfı und Stabsoffizier im Rang eines Obersts (a. D.) Attila Şimşek machte den Mossad verantwortlich. | Ermittlungen ergaben, dass der Kleinbus, in dem der Sprengstoff sichergestellt wurde, einem PKK-Mitglied gehörte. |
| Die „geheimnisvollen Zeichen“ (gizemli işaretler) auf dem Fußboden des türkischen Parlaments sind Freimaurersymbole. | Der Ankara-Vertreter der Millî Gazete Mustafa Yılmaz entwickelte diese Verschwörungstheorie. | Yılmaz behauptete, der Architekt Clemens Holzmeister sei Jude und Parlamentspräsident Abdülhalik Renda, der den Grundstein legte, sei Freimaurer gewesen. Sie hätten dafür gesorgt, Symbole der Freimaurer unterzubringen. In seinem Artikel vom 27. März 2007 führte Yılmaz als Beleg auch die Protokolle der Weisen von Zion an. |
| Israelische Touristen, die die östliche Schwarzmeerregion bereisen, wollen in Wirklichkeit die Türkei übernehmen. | Die Journalistin Mutlu Tönbekici beschrieb und benannte diese Verschwörungstheorie in der Zeitung Vatan. | Als Gründe führten ihre Gewährsleute an, die israelischen Touristen besäßen detaillierte Landkarten oder suchten nach Bodenschätzen, die man in der Türkei noch gar nicht kenne. Ein weiterer glaubte, sie sammelten Pflanzen, um diese anschließend in Israel genetisch zu verbessern. Schließlich habe auch jemand behauptet, das Schwarzmeer sei das gelobte Land und die Israelis wollten es an sich reißen. Sie hätten ihre heiligen Schriften entsprechend neu interpretiert und seien auch keine Touristen, sondern allesamt Agenten. |
| Israelische Touristen haben den Borkenkäfer eingeschleppt, der die Fichtenwälder der Kaçkar-Berge schädigt. | Die Zeitung Vatan berichtete über die Verschwörungstheorie. | Der Gouverneur und die Forstwirtschaftliche Fakultät der Karadeniz Teknik Üniversitesi stellten gemeinsam fest, dass die Behauptungen falsch seien und der Borkenkäfer in den 1960ern über Georgien in die Region gekommen sei. Der Gouverneur bezeichnete die Gerüchte als Schüren von Ausländerfeindlichkeit. Man werde gegen die Personen vorgehen, die diese Gerüchte verbreiteten. |
| Bei den tödlichen Arbeitsunfällen auf den Werften in Tuzla haben ausländische Staaten ihre Finger im Spiel. | Diese Verschwörungstheorie stellte 2008 der damalige Industrie- und Handelsminister Zafer Çağlayan auf. | Minister Çağlayan sprach von Kräften und Kreisen außerhalb der Türkei, die beunruhigt über die Stellung türkischer Werften in der Welt seien. Man müsse dem nachgehen, was dahinter stecke. |
| Die Schweinegrippe ist ein Produkt der biologischen Kriegsführung. | Die Journalisten İbrahim Karagül (Yeni Şafak), Mustafa Döver (Yıldırım Gazetesi) gehörten zu denen, die diese Verschwörungstheorie in der Türkei verbreiteten. | Neben der biologischen Kriegsführung wurden auch Pharma-Unternehmen beschuldigt, sie hätten das Virus entwickelt, um die entsprechenden Arzneimittel verkaufen zu können. |
| Der Hubschrauberabsturz, bei dem Muhsin Yazıcıoğlu im Jahr 2009 ums Leben kam, war ein Anschlag. | Diese Verschwörungstheorie ist in der Türkei weit verbreitet. Einige Verschwörungstheoriker beschuldigten Recep Tayyip Erdoğan, Hakan Fidan den Befehl gegeben zu haben, Yazıcıoğlu zu ermorden. Ertuğrul Özkök schrieb, dass die Verschwörungstheoretiker die „verlorene Blackbox“, die der Hubschrauber ohnehin nicht besessen habe, zur Grundlage ihrer Theorie gemacht hätten. | Es gab eine parlamentarische Untersuchungskommission und eine weitere Untersuchung des Devlet Deneme Kurulu zu dem Unfall. |
| Mit den genetischen Manipulationen im Saatgut, das die Türkei aus den USA und aus Israel importiert, kann man langfristig ein Volk ausrotten. | Professor Dr. Yusuf Ziya Özcan, der damalige Vorsitzende des Türkischen Hochschulrates war Urheber dieser Verschwörungstheorie. Özcan verbreitete diese Theorie im Jahr 2010 bei seiner Rede an der Nevşehir-Universität aus Anlass des Beginns des akademischen Jahres. Zu dieser Zeit wurde in der Türkei die Behauptung aufgeworfen, die USA versuchten mit gentechnisch veränderten Produkten die Weltbevölkerung unfruchtbar zu machen. | |
| Es ist eine Lüge, dass Bin Laden bei der Operation Neptune’s Spear getötet wurde. | Mehmet Şeker (Yeni Şafak), Bülent Erandaç (Takvim) und Tamer Korkmaz (Yeni Şafak) verbreiteten diese Verschwörungstheorie in der Türkei. | Mahir Kaynak vertrat die Ansicht, dass Bin Laden bereits Jahre zuvor getötet und dies aber verheimlicht worden sei, um das Vorgehen der USA in Afghanistan und im Irak legitim erscheinen zu lassen. |
| Das neue Währungssymbol der Türkischen Lira (₺) ähnelt Symbolen der Freimaurer und Templer. | Muhammet Altındal (Millî Gazete) verbreitete diese Theorie zwei Tage nachdem im März 2012 die Zentralbank das neue Symbol bekanntgab. | |
| Hinter dem Selbstmord des Vorsitzenden der Profilo Holding, Hayati Kamhi, im Juni 2012 steckt der Mossad. | Ergün Diler, Chefredakteur der Zeitung Takvim, und Cem Küçük (Yeni Şafak) verbreiteten dieses Verschwörungsszenario. | Die Umstände, dass es keinen erkennbaren Anlass gab und Kamhi türkischer Jude war, befeuerten diese antisemitische Verschwörungstheorie. Diler fabulierte, der Mossad wolle die armen Juden zur Auswanderung nach Israel bewegen. Küçük schrieb, die Verschlechterung der türkisch-israelischen Beziehungen durch den Eklat in Davos 2009 und den Ship-to-Gaza-Zwischenfall habe den Mossad möglicherweise dazu bewegt, Erdoğan-nahe, jüdische Geschäftsleute einzuschüchtern. |
| Der Anschlag auf den Boston-Marathon 2013 war das Werk der CIA oder des russischen Geheimdienstes. | Timuçin Mercanoğlu (Millî Gazete) führte folgende Personen an, die diese Verschwörungstheorie vertraten: der Hochschullehrer für Internationale Beziehungen an der Gazi-Universität Doçent Dr. Mehmet Seyfettin Erol, der Leiter der Fakultät für Internationale Beziehungen an der Yıldırım-Beyazıt-Universität Prof. Dr. Mustafa Sıtkı Bilgin und Yusuf Taş, der als „Kaukasus-Experte“ bezeichnet wird. | Die Verschwörungstheoriker brachten vor, die USA hätten Kirgistan oder Russland habe die USA einschüchtern wollen. Taş hingegen glaubte, interne Machtkämpfe zwischen den Tauben und Falken in der US-Administration seien die Ursache. |
| Der Falke, der 2013 in Elazığ gefunden wurde, war ein israelischer Agent. | Bewohner des Dorfes Altınayva fanden im Juli 2013 einen beringten Falken. Der Reif trug die Aufschrift „24311 Tel Avivunia Israel“. Aus Sorge, es könne sich um Spionage handeln, brachten sie den Vogel zum örtlichen Kaymakam. Von dort ging es zur örtlichen Naturschutzbehörde. Die Behörde brachte den Vogel zur Tierklinik des tiermedizinischen Instituts der Universität Fırat, da man sicher gehen wollte, dass der Vogel nicht mit Sende- oder Aufnahmegeräten ausgestattet sei. Es wurde eine Röntgenaufnahme gemacht. Die Aufnahme wurde mit „israelischer Agent“ beschriftet. Die Naturschutzbehörde erließ eine Pressemitteilung, dass keine Geräte festgestellt werden konnten, und der Vogel wurde freigelassen. | |
| Es gibt Leute, die versuchen, Staatspräsident Erdoğan per Telekinese oder Telepathie zu töten. | Der spätere Berater Erdoğans, Yiğit Bulut, vertrat diese Verschwörungstheorie im türkischen Fernsehen. | |
| Hinter der „Zinslobby“ stecken Israel und/oder Juden. | Prominente Vertreter der in der Türkei populären Zinslobby-Verschwörungstheorie sind Recep Tayyip Erdoğan und der Wirtschaftschef der Tageszeitung Sabah Oğuz Karamus. | Karamus beispielsweise wandte sich 2011 gegen Berichterstattung von Bloomberg L.P. über die Türkei und glaubte, dies sei darauf zurückzuführen, dass Bloomberg Jude sei. Auch die Berichterstattung der Financial Times und der Economist sei nur deshalb türkeifeindlich, weil sie sich angeblich in der Hand der (jüdischen) Rothschildfamilie befänden. In einem Artikel vertrat Karamus die Ansicht, Israel, die „Führer der globalen jüdischen Diaspora“ und die „Begründer des Zionismus“ steckten hinter der Zinslobby. |
| Hinter den Gezi-Park-Protesten stecken Deutschland und England. | Yiğit Bulut verbreitete diese Verschwörungstheorie. | Insbesondere die Lufthansa habe die Unruhen geschürt, da sie Konkurrenz durch den damals in Bau befindlichen Flughafen Istanbul befürchtete. Des Weiteren berichtete Bulut, Deutschland und England, die in der Vergangenheit schon für die Hinrichtung von Adnan Menderes verantwortlich gewesen seien, hätten nun die Gezi-Unruhen organisiert, um Erdoğan loszuwerden. |
| Hinter den Gezi-Park-Protesten stecken die Zinslobby, Zionisten, George Soros oder internationale Gebilde. | Regierungskreise, der damalige Ministerpräsident Erdoğan und andere machten wahlweise ausländische Kreise, die Zinslobby, Otpor! oder CANVAS für die Unruhen verantwortlich. Der Journalist Mesud Akgül von der Zeitung El Aziz suchte die Verantwortung bei einer Bande aus Zionisten, Freimaurern und Dönme. | |
| Der Anschlag auf Charlie Hebdo war das Werk ausländischer Nachrichtendienste. | Okay Gönensin verbreitete zwei Tage nach dem Anschlag in der Vatan, der Westen habe den Anschlag durchgeführt, um eine Bewegung in der islamischen Welt zu schaffen. | Eine Umfrage von MetroPOLL Stratejik ve Sosyal Araştırmalar Merkezi in der Türkei ergab, dass 44 Prozent der Befragten westliche Nachrichtendienste verantwortlich machten. Nur drei Prozent waren der Ansicht, radikale Islamisten hätten den Anschlag durchgeführt. |
| Hinter dem Thrakien-Pogrom 1934 stecken Zionisten und Krypto-Juden. | Diese Verschwörungstheorie ist vor allem in islamistischen Kreisen beliebt. Ein Beispiel dafür ist der Artikel „1934 Trakya Olayları ve Perde Arkası“ von Nail Kızılkan in der Zeitschrift Millî Çözüm aus dem Umfeld der Millî Görüş. | Demnach sei das Ziel der Übergriffe, die türkischen Juden einzuschüchtern und zur Auswanderung zu bewegen, gewesen. |
| Israel setzt Motten ein, um die Ernte von Rize-Tee zu vernichten. | Yıldıray Oğur verbreitete diese Verschwörungstheorie 2015 in der Zeitung Meydan. | Ein Cousin habe diesen Verdacht geäußert. Im Artikel beschreibt er, wie er zunächst versucht habe, die Theorie zu entkräften. Dabei bediente er sich typischer antisemitischer Stereotype: Der Kopf „des Juden“ arbeite rationell und wisse „um den Wert des Geldes“ [sic]. Das sei zu teuer und würde auch im Erfolgsfall den Weltmarkt nicht erschüttern [!]. |
| Der russische Militäreinsatz in Syrien ist nur ein abgekartetes Spiel der Zionisten. | Der Journalist der Millî Gazete Adnan Öksüz vertrat diese Ansicht. | Öksüz führte als „Indiz“ an, dass führende Marxisten, die bei der Gründung der UdSSR mitgewirkt hätten, Juden gewesen seien. Der Militäreinsatz diene dazu, die Gründung von „Großisrael“ zu unterstützen. |
| Eine „übergeordnete Intelligenz“ (üst akıl) will die Türkei beherrschen. | Staatspräsident Erdoğan prägte diese Vorstellung im Zusammenhang mit der Schlacht um Kobanê. | Erdoğan gab damals an, er glaube nicht daran, dass die PYD stark genug sei. Es gebe eine übergeordnete Intelligenz, die dieses Szenario entworfen habe. Rıfat N. Bali schrieb, Erdoğan habe dafür gesorgt, dass dieser Begriff Teil der antisemitischen Kultur geworden sei. Bei anderer Gelegenheit äußerte Erdoğan, die übergeordnete Intelligenz strebe danach Unfrieden in der islamischen Welt zu verbreiten. |
| Die AKP ist ein Projekt der USA. | Gegner der AKP unter den Nationalisten und der Millî Görüş vertreten und verbreiten diese Verschwörungstheorie. Dazu gehören u. a. Yalçın Küçük, Soner Yalçın und Ergün Poyraz, die zudem in diesem Zusammenhang verbreiten, dass Bülent Arınç, Recep Tayyip Erdoğan oder Abdullah Gül Kryptojuden seien. | Anhänger dieser Theorie glauben, dass die „jüdische Lobby“ die Geschicke der USA lenke und die AKP als Vertreterin des gemäßigten Islams aktiv als Modell für andere islamische Staaten installiert habe. |
| Die Ingenieure von Aselsan begingen keinen Selbstmord, sondern wurden ermordet. | Der Journalist Melik Duvaklı schrieb ein Buch, das diese angeblichen Morde thematisierte. | Die Ingenieure hätten an Geheimprojekten gearbeitet und seien von fremden Staaten ermordet worden, um diese Projekte scheitern zu lassen. |
| Die Terroranschläge am 11. September 2001 waren das Werk des Mossad oder des tiefen Staates in den USA. | In der Türkei kamen Vertreter dieser Verschwörungstheorie aus nationalistischen und islamischen Kreisen. Zu nennen sind der Arzt und Akademiker Ümit Sayın, der Journalist und Wissenschaftler Erol Mütercimler, der Stabsoffizier (a. D.) Talat Turhan, der Autor Kemal Evcioğlu und der Journalist Serdar Turgut. | Angeblich diente der Anschlag nur der Rechtfertigung für die Jagd auf Muslime. |
| George Soros versucht, die Türkei zu zerstören. | Dieser Verschwörungstheorie hängen vor allem Personen aus islamischen und nationalistischen Kreisen an, die dabei Soros‘ Judentum betonen. Zu nennen sind der Rechtsprofessor Anıl Çeçen oder der Journalist Hasan Karakaya. | Professor Çeçen hält Soros für den Sprecher einer geheimen weltumspannenden Organisation und für den Sprecher der „internationalen jüdischen Lobby-Organisationen“. Karakaya bezeichnet Soros ebenfalls als Vertreter des „Geheimen Weltstaates“ und als „Geldpaten“ des „geheimen jüdischen Staates“. |
| Mossad und CIA setzen das Mittel der Bewusstseinskontrolle ein. | Der Psychiater und Gründungsrektor der Universität Üsküdar Prof. Dr. Nevzat Tarhan und der Autor Serdar Kuru gehören zu Vertretern dieser Theorie. | Nach Ansicht von Professor Tarhan, sei der Mossad erfolgreicher als die CIA, weil in der Thora Moses befohlen worden sei, in Kanaan zu spionieren. |
| Das internationale Judentum kontrolliert die Freimaurer, die wiederum mit Hilfe der Nachrichtendienste der USA, Großbritanniens und Israels die Sufis in der Türkei kontrollieren, die ihrerseits die Islamisten steuern, darunter auch Recep Tayyip Erdoğan, der selbst Jude ist. Dies ergibt sich daraus, dass Erdoğan Antisemitismus verurteilt. Er ist durch die Anti-Defamation League an die Macht gebracht worden, die dadurch das säkuläre System der Türkei stürzen und durch ein islamisches Regime ersetzen will. | Bestsellerautor Ergün Poyraz vertrat dieses Verschwörungstheorie in dem 2007 erschienenen Buch Musa'nın çocukları: Tayyip ve Emine. | Bereits im Buchtitel werden Erdoğan und seine Ehefrau als Juden (Kinder Mose) bezeichnet. Dies dient in der Türkei der Diffamierung. |
| Die Gülen-Bewegung, die als Terrororganisation FETÖ bezeichnet wird, versuchte den türkischen Staat zu unterwandern und steckt hinter dem Putschversuch in der Türkei 2016. | Julian de Medeiros: Conspiracy Theory in Turkey: Politics and Protest in the Age of ‚Post-Truth‘. Bloomsbury Publishing, 2018. | Die Existenz einer Terrororganisation namens FETÖ ist nicht nachgewiesen. |
| Der ehemalige UN-Generalsekretär Kofi Annan ist eine bedeutende Person des Zionismus. | Die Aydınlık und die Journalisten der Millî Gazete Mustafa Kurdaş, Mustafa Yılmaz und Afet Ilgaz und der ehemalige Minister Namık Kemal Zeybek und Abdurrahman Dilipak in der Anadolu’da Vakit verbreiteten Varianten dieser Verschwörungstheorie. | Hintergrund dieser Verschwörungstheorien ist der Zypernkonflikt, bei dem Annan vermittelte. Die Vertreter dieser Verschwörungserzählung machen in der Familie oder der angeheirateten Verwandtschaft angebliche Freimaurer oder Juden aus, denen Ränke für die „jüdische Lobby“ oder den „globalen Kapitalismus“ angedichtet werden. |
| Benazir Bhutto ist Mitglied von The Phi Beta Kappa Society. | Mustafa Yılmaz und Mustafa Kurdaş verbreiteten diesen Verschwörungsgedanken in der Millî Gazete. | Nach Ansicht der beiden Autoren handelt es sich um eine Geheimgesellschaft. Schließlich sei sie im selben Jahr wie der Illuminatenorden gegründet worden und es sei auch kein Zufall, dass Bhutto 15 Jahre nach ihrem Beitritt die erste Ministerpräsidentin eines islamischen Landes geworden sei. Sie verwiesen auch auf ein Bild Bhuttos mit einem Armbändchen aus roter Seide. Dies sei ein Symbol der Kabbala. |
| Der Gewinn von Coca Cola geht an Israel. | Die Zeitung Sözcü verbreitete diese Idee. | Die Vorstellung keimt regelmäßig auf, wenn es um den Boykott israelischer Produkte geht. |
| Die Regierung steckt hinter dem Anschlag in Ankara 2015. | Die Verschwörungstheorie ist weit verbreitet. Der Staat sei entweder Drahtzieher oder habe den Selbstmordanschlag genehmigt. | |
| HAARP hat das Erdbeben in der Türkei und Syrien 2023 verursacht. | Diese Vorstellung wurde in der Türkei millionenfach auf Twitter verbreitet. | Bereits bei den Erdbeben von Gölcük 1999 und Van 2011 wurde diese Verschwörungstheorie verbreitet. |
| Die PKK behauptet in ihrem Zentralorgan Serxwebûn, dass die USA und Israel Recep Tayyip Erdoğan angestiftet hätten, der Hamas zu befehlen, Israel anzugreifen, um ihnen einen Vorwand zu liefern, die Hamas zu vernichten und so die Energieversorgung zu sichern. | Die PKK in der Person von Duran Kalkan | Anti-israelischer und anti-amerikanischer Verschwörungsglaube. |
| Die Zionisten haben die AKP gegründet. | Necmettin Erbakan verbreitete diese Varianten. | Die Erzählung entstand als Folge der Trennung von Erdoğan und seinen Genossen von der Millî Görüş |
| Adolf Hitler war Jude und habe die Juden töten lassen, um sie zur Auswanderung nach Palästina zu zwingen. | Abdurrahman Dilipak verbreitete diese Verschwörungstheorie in der Vakit. | Dilipak verbreitet diese Vorstellung vielfach von 2007 bis 2015. |
| „Der Olivenbaum ist jüdisch. Wir fällen ihn, wo wir ihn sehen.“ | Social Media | Hintergrund dieser Verschwörungstheorie war eine Baumfällungsmaßnahme in Soma beim Dorf Yırca für den Bau eines Wärmekraftwerks. Der kursierende Text war illustriert mit einer antisemitischen Karikatur. |
| Recep Tayyip Erdoğan ist eigentlich tot und für die Öffentlichkeit wurde ein Doppelgänger angestellt. | Social Media und Reaktionen von Regierungssprechern | Berichte über einen verschlechterten gesundheitlichen Zustand Erdoğans oder abgesagte Termine aufgrund dessen lassen wiederholt Gerüchte über einen vermeintlichen Tod Erdoğans auf sozialen Netzen auftauchen. 2021 kam es deshalb zu Verhaftungen und Pressesprecher mussten sich äußern. Um seinen Tod zu verschleiern, seien öffentliche Auftritte durch Doppelgänger inszeniert. |